# Bustya Endre
Bustya Endre (írói álnevei: Jászai Andor, Gombos Károly) (Marosvásárhely, 1927. június 29. – Kolozsvár, 1996. december 23.) magyar irodalomtörténész, műfordító, Ady-kutató.

## Életútja
Szülővárosa református kollégiumában érettségizett, a Bolyai Tudományegyetem magyar-latin és esztétika szakán folytatott tanulmányokat, tanulmányait nem fejezte be, „nyilvános izgatás” vádjával letartóztatták harmadéves korában, 10 hónap múlva szabadult. 1950-51-ben könyvkiadói lektor Kolozsvárt, később fizikai munkásként szénbányában, majd tisztviselőként dolgozott. 1957-től 1961-ig a Teleki Téka bibliográfusa, majd újra fizikai munkás 1966-ig. 1974-től a Korunk szerkesztőségében volt olvasószerkesztő.

## Munkássága
A marosvásárhelyi Szabad Szó 1945-ben közölte első cikkeit. Erdélyi és magyarországi lapokban és szakfolyóiratokban jelentek meg irodalom- és könyvtörténeti tanulmányai, adatközlései, prózafordításai, recenziói, glosszái. Irodalomtörténészi tevékenységének két fő területe a 18. század előtti magyar irodalom és a 20. század első két évtizedének magyar irodalma, főképp Ady Endre életműve, amelynek egyik legalaposabb ismerője és kutatója. A középiskolák IX. osztálya számára kiadott Magyar irodalomtörténetben (1949) a felvilágosodás kora előtti fejezeteket írta; közölte A Kányádi Töredék c. alatt a Teleki Tékában felfedezett 16. század eleji nyelvemléket (NyIrK, 1972/2).
Szerkesztésében négy Ady-novelláskötet jelent meg: 
- Földrengés előtt (25 kiadatlan novella, 1952);
- Ady Endre: Novellák I-II. (Marosvásárhely, 1957);
- Ady Endre: Összes novellái (Budapest, 1961, újabb kiadás Ady Endre Művei II. köteteként a Magyar Remekírók sorozatában, Budapest, 1977);
- Vörös felhők alatt (Tanulók Könyvtára, Kolozsvár, 1972).

Összeállította Ady életének és munkásságának időrendi áttekintését (a Mag hó alatt c. versválogatás függelékeként, Tanulók Könyvtára, Kolozsvár, 1972). 
Nagyobb tanulmányai e tárgykörben: 
- Az Ady-bibliográfia kérdésköre (NyIrK, 1972/2);
- Egy „szembesítés” hitele 1-13. (Robotos Csinszka-revíziójának cáfolata, Igazság, 1975. szeptember 21. – december 14.);
- „Most építem vulkánokra a fészkem.” Ady Endre és Boncza Berta 1914. szeptember-novemberi levélváltása (Korunk, 1977/9);
- Elrajzolt arckép I-IX. Ady Endre és Ady Lajos viszonyáról (A Hét, 1977/39-40, 42-47, 50);
- Ady Endre és Boncza Berta : 1914. április-augusztus I-XIII. (közös alcímmel, más-más címek alatt, Utunk, 1977/41-44, 47, 51, 1978/1-3, 5, 7-9).

Irodalomkutató munkássága mellett tanulmányokat, meséket, ifjúsági történeteket, dokumentumregényt fordított románból, bevezette és jegyzetekkel látta el Ion Codru Drăgușanu Erdélyi peregrinus c. munkáját (Téka 1973), Farkas Lászlóval fordította Ion Brad: Emil Isac, új eszmék szószólója c. monográfiáját (Kolozsvár, 1975).

## Fordításai
- Volt egyszer, hol nem volt ... Mesék; összeáll. Mitu Grosu, ford. Bustya Endre; Ifjúsági, Bukarest, 1956
- Mircea Sîntimbreanu: Kicsi hiba – nagy galiba; ford. Bustya Endre; Ifjúsági, Bukarest, 1958
- Isac Ludo: A tábornok úr kormányoz. Regény; ford. Bustya Endre; Irodalmi és Művészeti Kiadó, Marosvásárhely, 1959
- Ion Codru Drăgușanu: Erdélyi peregrinus; ford., bev., jegyz. Bustya Endre; Kriterion, Bukarest, 1973 (Téka)
- Ion Brad: Emil Isac, új eszmék szólója; ford. Bustya Endre, Farkas László; Dacia, Kolozsvár-Napoca 1975

## Díjak, elismerések
- Ady-kutatásainak elismeréséül megkapta a Budapesten Dénes Zsófia által Ady emlékére alapított jutalom 1979. évi díját.

## További információk

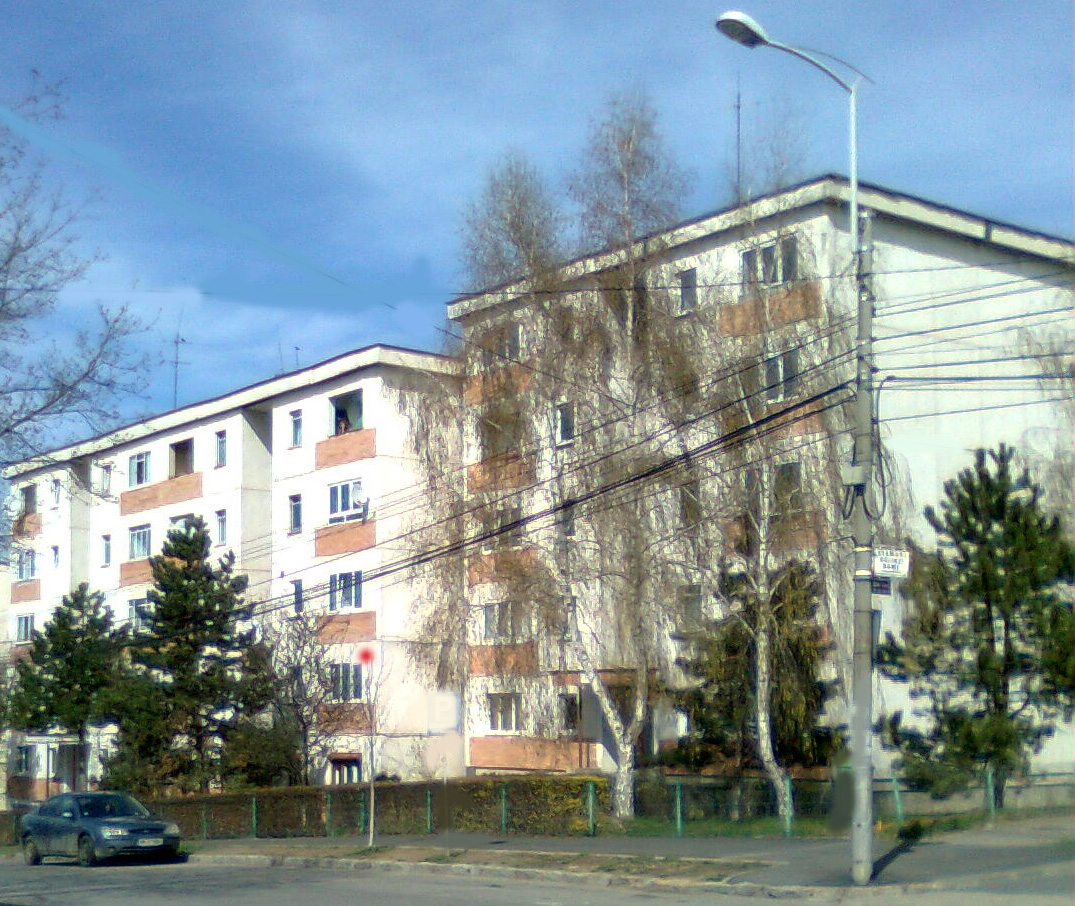
Bustya Endre utolsó lakhelye. Kolozsvár, Hajnal utca 35, 23-as lakás (piros pöttyel jelölve a képen)

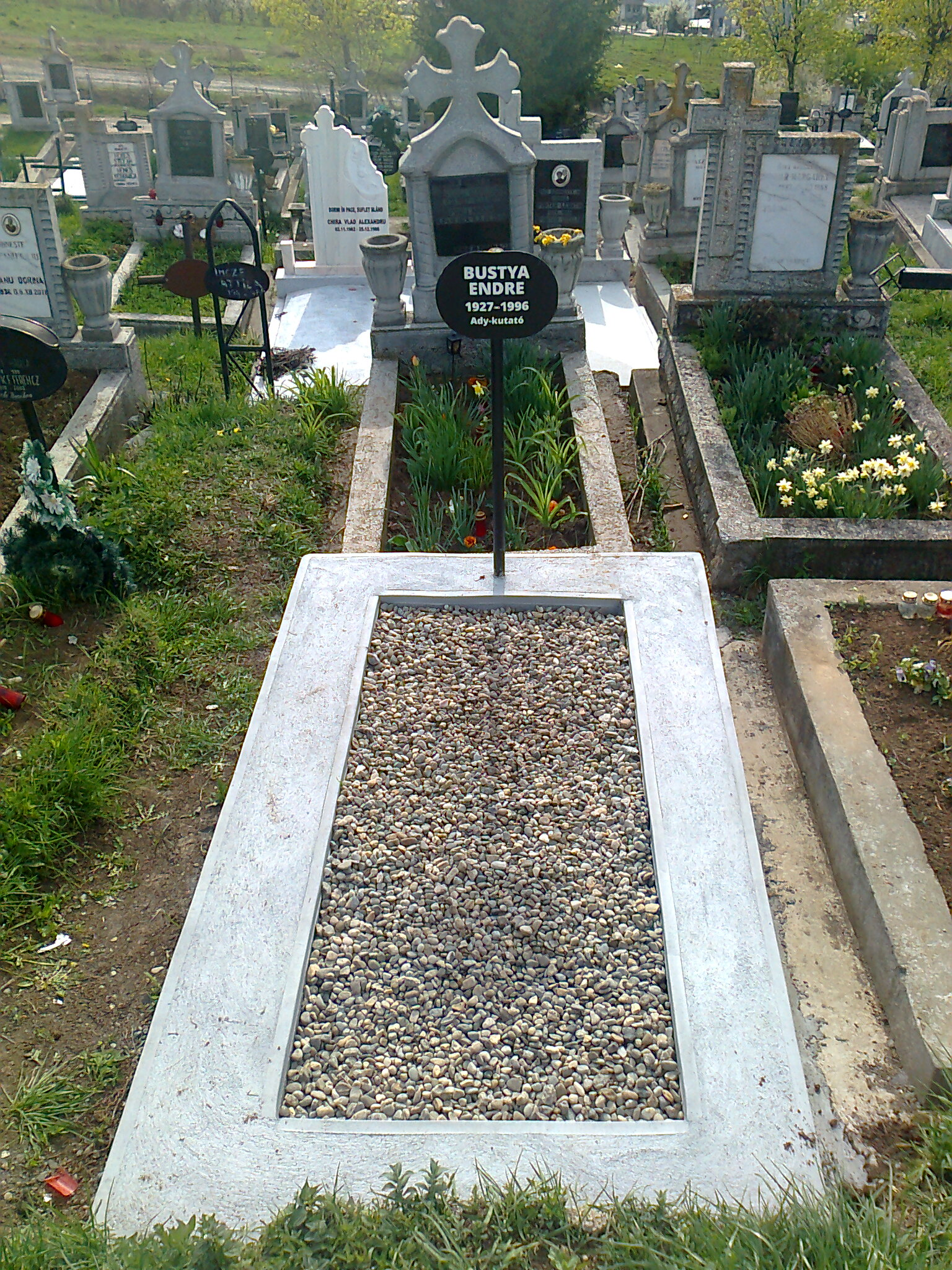
Bustya Endre sírja a kolozsvári Monostori temetőben (I9-12)